# Since U Been Gone
"Since U Been Gone" är en pop/rock-låt, skriven och producerad av Max Martin och Lukasz " Dr. Luke" Gottwald, och är inspelad för den amerikanska sångerskan Kelly Clarksons andra album, Breakaway (2004). Låten är den andra singeln från albumet i USA, men första i Europa.
På 2006 års Grammy Awards vann Clarkson en grammy för "Since U Been Gone" i kategorin "Best Female Pop Vocal Performance".

## Musikvideo
Singelns musikvideo visar Clarkson i en före detta pojkväns lägenhet där hon rotar runt bland hans ägodelar, innan hon förstör allt. Videon klipper också in scener av Clarkson när hon uppträder med sitt band för en ihärdig folkmassa. Videon vann pris för Best Female Video och Best Pop Video på 2005 års MTV Video Music Awards.

## Covers
- Ted Leo spelade in en akustisk cover av "Since U Been Gone", mixad med "Maps" av The Yeah Yeah Yeahs. Låten kom aldrig med på någon skiva.

- Hey There, Polar Bear spelade in en mandolin-cover av låten.

- Butch Walkers EP Cover Me Badd innehåller en liveversion av låten. Det kanadensiska hardcore/punk bandet Fucked Up har även gjort en cover på den. Likaså det kaliforniska punkbandet The Aquabats, som spelade låten som avslutning på sin liveshow 2005.

- "Since U Been Gone" hörs också i TV-spelet Dance Dance Revolution SuperNOVA.

- Producenten Timbaland har gjort en remix av låten med Keri Hilson på sång. Hilson har framfört låten vid flera tillfällen på turnén FutureSex/LoveSounds.

## Låtförteckning
22 mars 2005.
| Nr | USA Remixes EP (Digital) | Version                              |
| -- | ------------------------ | ------------------------------------ |
| 1. | "Since U Been Gone"      | Jason Nevins Rock Da Club Edit       |
| 2. | "Since U Been Gone"      | Jason Nevins Ambient Candlelight Mix |
| 3. | "Since U Been Gone"      | Jason Nevins Mixshow                 |
| 4. | "Since U Been Gone"      | Jason Nevins Club Mix                |
| 5. | "Since U Been Gone"      | Jason Nevins Dub                     |
| 6. | "Since U Been Gone"      | Jason Nevins Radio Edit Instrumental |
| 7. | "Since U Been Gone"      | Jason Nevins Radio Edit Acapella     |
| 8. | "Since U Been Gone"      | Jason Nevins Reprise                 |

| Nr | US 7"vinyl singel   | Version       |
| -- | ------------------- | ------------- |
| 1. | "Since U Been Gone" | Album Version |
| 2. | "Breakaway"         | Album Version |

4 juli 2005.
| Nr | UK CD1              | Version       |
| -- | ------------------- | ------------- |
| 1. | "Since U Been Gone" | Album Version |
| 2. | "Since U Been Gone" | AOL Live      |

4 juli 2005.
| Nr | UK CD2              | Version              |
| -- | ------------------- | -------------------- |
| 1. | "Since U Been Gone" | Album Version        |
| 2. | "Miss Independent"  | AOL Live             |
| 3. | "Since U Been Gone" | Jason Nevins Mixshow |
| 4. | "Since U Been Gone" | Musikvideo           |

1 mars 2005.
| Nr | Australien CD singel | Version       |
| -- | -------------------- | ------------- |
| 1. | "Since U Been Gone"  | Album Version |
| 2. | "Since U Been Gone"  | AOL Live      |
| 3. | "Miss Independent"   | AOL Live      |
| 4. | "Since U Been Gone"  | Musikvideo    |

## Listplaceringar
| Lista (2004-2005)   | Topplacering |
| ------------------- | ------------ |
| Australien          | 3            |
| Belgien (Flandern)  | 22           |
| Belgien (Vallonien) | 31           |
| Nederländerna       | 10           |
| Norge               | 9            |
| Nya Zeeland         | 11           |
| Schweiz             | 7            |
| Sverige             | 16           |
| Österrike           | 3            |

### Fotnoter
1. ↑  ”Listplacering”. http://australian-charts.com/showitem.asp?interpret=Kelly+Clarkson&titel=Since+U+Been+Gone&cat=s. Läst 23 maj 2011.
2. ↑  ”Listplacering”. http://www.ultratop.be/nl/showitem.asp?interpret=Kelly+Clarkson&titel=Since+U+Been+Gone&cat=s. Läst 23 maj 2011.
3. ↑  ”Listplacering”. http://www.ultratop.be/fr/showitem.asp?interpret=Kelly+Clarkson&titel=Since+U+Been+Gone&cat=s. Läst 23 maj 2011.
4. ↑  ”Listplacering”. http://dutchcharts.nl/showitem.asp?interpret=Kelly+Clarkson&titel=Since+U+Been+Gone&cat=s. Läst 23 maj 2011.
5. ↑  ”Listplacering”. http://norwegiancharts.com/showitem.asp?interpret=Kelly+Clarkson&titel=Since+U+Been+Gone&cat=s. Läst 23 maj 2011.
6. ↑  ”Listplacering”. Arkiverad från originalet den 13 maj 2012. https://web.archive.org/web/20120513031421/http://www.charts.org.nz/showitem.asp?interpret=Kelly+Clarkson&titel=Since+U+Been+Gone&cat=s. Läst 23 maj 2011.
7. ↑  ”Listplacering”. http://hitparade.ch/showitem.asp?interpret=Kelly+Clarkson&titel=Since+U+Been+Gone&cat=s. Läst 23 maj 2011.
8. ↑  ”Listplacering”. http://swedishcharts.com/showitem.asp?interpret=Kelly+Clarkson&titel=Since+U+Been+Gone&cat=s. Läst 23 maj 2011.
9. ↑  ”Listplacering”. http://austriancharts.at/showitem.asp?interpret=Kelly+Clarkson&titel=Since+U+Been+Gone&cat=s. Läst 23 maj 2011.